# Salzburger Almenweg

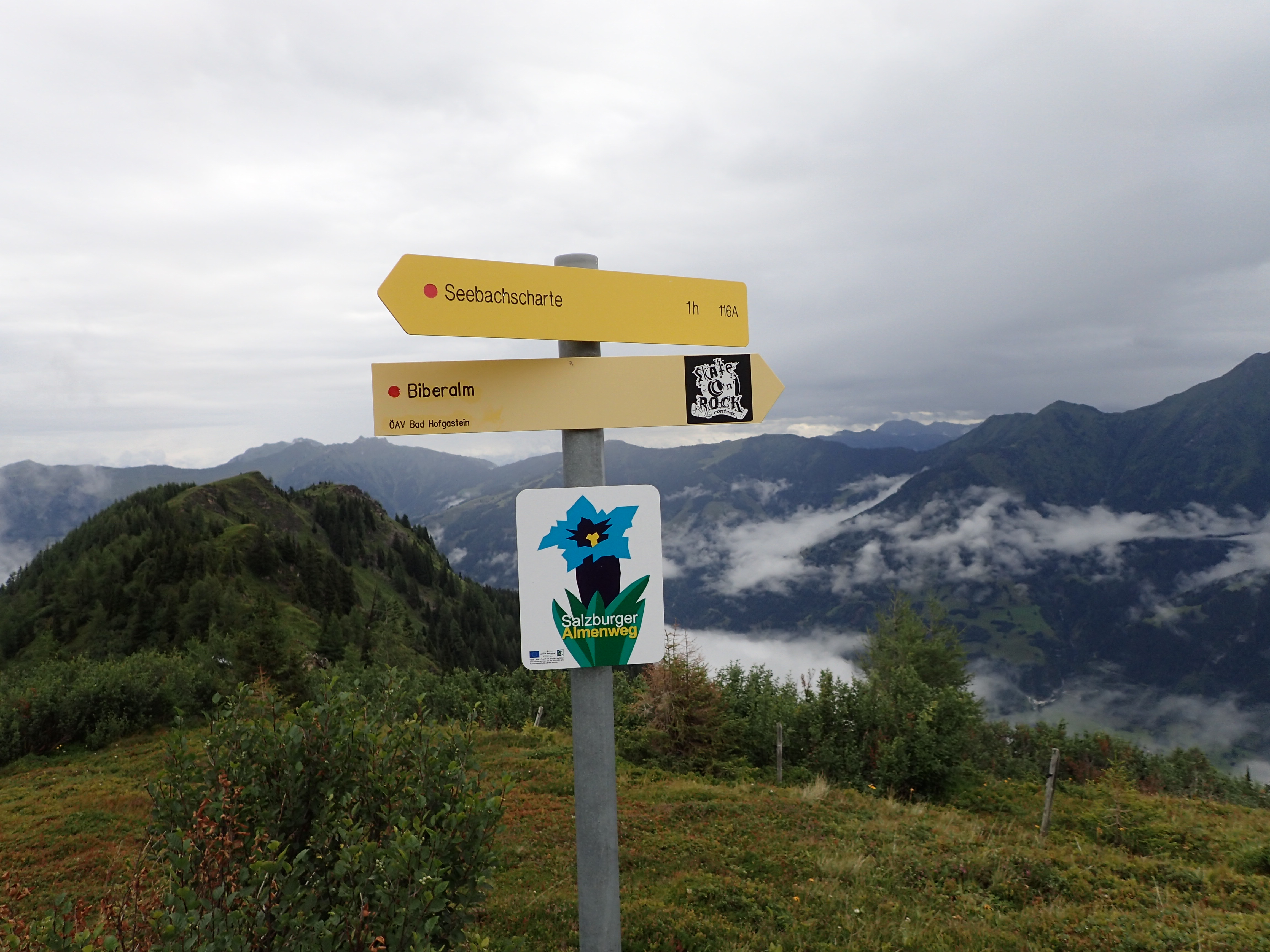
Ein Wanderwegweiser des Salzburger Almenwegs in Bad Hofgastein

Der Salzburger Almenweg ist ein Fernwanderweg in Österreich. Er führt in 25 Etappen über 350 km durch die Bergwelt des Pongaus im Land Salzburg. Passiert werden dabei über 120 Almen, wobei der Weg zu 90 Prozent in der Seehöhe von 1.000 bis 2.000 Metern verläuft. Mit dem Almenweg wird u. a. daran erinnert, dass sich das Salzburger Land und besonders der Pongau durch eine besondere Dichte von Almen auszeichnet, über die kein anderes österreichisches Bundesland verfügt.

## Kennzeichnung
Als Kennzeichen und Markierung des Salzburger Almenweges dient die blaue Pflanze des Alpen-Enzians mit dem Schriftzug Salzburger Almenweg.

## Wandernadel
Wanderer auf dem Almenweg können als Auszeichnung für ihre sportlichen Leistungen die Salzburger Almenwandernadel erwerben. Die einzelnen Wanderziele sind dabei durch einen Stempelabdruck nachzuweisen. Diese Stempel pro Etappe, deren Länge zwischen 8 und 22 Kilometer liegt, sind bei jeder beteiligten Alm entlang des Almenweges zu erhalten. Bei fehlendem Stempel oder geschlossener Almhütte können die Daten manuell in das entsprechende Feld des Wanderheftes eingetragen oder beim örtlichen Tourismusverband bestätigt werden.
Die Salzburger Wandernadel sind durch das Erreichen und Dokumentieren von Wanderzielen in den folgenden verschiedenen Abstufungen bzw. Graden zu erlangen:
| Name der Wandernadel | notwendige Etappen  |
| -------------------- | ------------------- |
| Enzian in Bronze     | für eine Etappe     |
| Enzian in Silber     | für fünf Etappen    |
| Enzian in Gold       | für zehn Etappen    |
| Enzian in Diamant    | für alle 25 Etappen |

## Etappen des Salzburger Almenweges

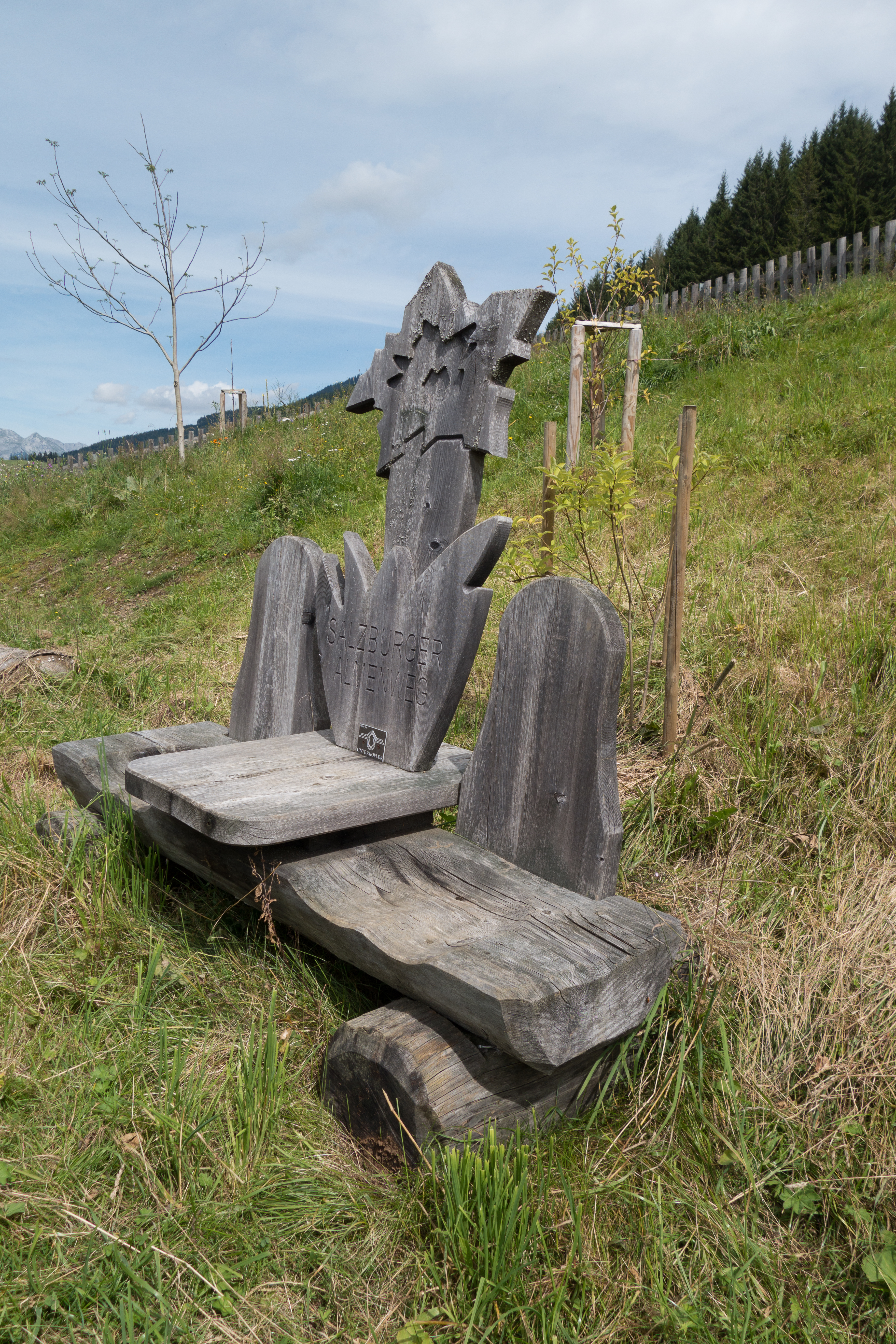
Eine Sitzbank mit Name und Kennzeichnung des Salzburger Almenwegs in St. Johann im Pongau

- Salzburger Almenweg – Etappe 01: Werfen – Pfarrwerfen – Grünmaißalm – Stegalm – Mitterfeldalm – Arthurhaus
- Salzburger Almenweg – Etappe 02: Arthurhaus – Windraucheggalm – Riedingeralm – Erichhütte – Dienten
- Salzburger Almenweg – Etappe 03: Dienten – Bürglalm – Wastlhöhe – Schneebergkreuz – Hochegg – Gamskögerl – Roßbachalm – Schrempfalm – Meislsteinalm – Böndlsee
- Salzburger Almenweg – Etappe 04: Böndlsee – Lend – Kögerlalm – Drei-Waller-Kapelle – Huberalm – Stoffalm – Amoseralm – Unterberg – Dorfgastein
- Salzburger Almenweg – Etappe 05: Dorfgastein – Heinreichalm – Präaualm – Wölflalm – Gröbneralm – Walchalm – Wetterkreuz – Biberalm
- Salzburger Almenweg – Etappe 06: Biberalm – Fundner-Heimalm – Leidalmbach – Brandner-Hochalm – Bergstation Schlossalmbahn
- Salzburger Almenweg – Etappe 07: Bergstation Schlossalmbahn – Hofgasteinerhaus – Angertal
- Salzburger Almenweg – Etappe 08: Angertal – Schattbachalm – Unterer Bockhartsee – Bockhartseehütte – Sportgastein (Valeriehaus)
- Salzburger Almenweg – Etappe 09: Sportgastein (Valeriehaus) – Astenalm – Montanmuseum Altböckstein – Wallfahrtskirche Maria, Mutter vom Guten Rat – Bad Gastein
- Salzburger Almenweg – Etappe 10: Bad Gastein – Gasteiner Wasserfall – Preimskirche – Kötschachtal – Poserhöhe – Tofernalm – Oberharbachalm – Hüttschlag
- Salzburger Almenweg – Etappe 11: Hüttschlag – Wolfau – Karteis – Hallmoosalm – Karteisalm – Karteistörl – Tappenkarseehütte
- Salzburger Almenweg – Etappe 12: Tappenkarseehütte – Tappenkarsee – Tappenkarseealm – Draugsteintörl – Filzmoossattel – Filzmoosalm – Achtalm – Loosbühelalm
- Salzburger Almenweg – Etappe 13: Loosbühelalm – Weißalm – Ellmaualm – Henerbichlalm – Spatalm – Kleinwildalm – Großwildalm – Karseggalm – Unterwandalm – Muggenfeldalm – Maurachalm – Gernkogel/St. Johann
- Salzburger Almenweg – Etappe 14: Gernkogel/St. Johann – Haibenalm – Sonntagskogel – Auhofalm – Gabel (Kitzstein) – Kleinarler Hütte
- Salzburger Almenweg – Etappe 15: Kleinarler Hütte – Kleinarl – Steinkaralm – Weißenhofalm
- Salzburger Almenweg – Etappe 16: Weißenhofalm – Wildbühel – Mooskopf – Saukarkopf – Koglalm – Jandlalm – Flachau
- Salzburger Almenweg – Etappe 17: Flachau – Lackenalm – Hinterkogel – Höchalm – Unterbergalm – Zauchensee
- Salzburger Almenweg – Etappe 18: Zauchensee – Oberzauchenseealm – Stubhöhe – Tauernkarleitenalm – Gnadenalm – Südwiener Hütte – Obere Pleißlingalm – Neuhofalm – Obertauern
- Salzburger Almenweg – Etappe 19: Obertauern – Grünwaldsee – Krummschnabelsee – Seekarhaus – Oberhüttensee – Oberhütte – Vögeialm
- Salzburger Almenweg – Etappe 20: Vögeialm – Fallhausalm – Winklhütte – Forstau – Radstadt
- Salzburger Almenweg – Etappe 21: Radstadt – Bürgerbergalm – Rossbrand – Hoferegg – Moosalm – Filzmoos
- Salzburger Almenweg – Etappe 22: Filzmoos – Bachlalm – Schaidlalm – Sulzenhals – Wallehenhütte – Krahlehenhütte – Oberhofalm – Unterhofalm – Neuberg
- Salzburger Almenweg – Etappe 23: Neuberg – Gerzkopf – St. Martin
- Salzburger Almenweg – Etappe 24: St. Martin – Ostermaisalm – Koreinalm – Frommer Hochalm – Söldenhütte – Wengerau – Werfenweng
- Salzburger Almenweg – Etappe 25: Werfenweng – Elmaualm – Mahdegg-Alm – Pfarrwerfen – Werfen[2]

## Geschichte
Der Salzburger Almenweg wurde im Jahre 2006 konzipiert und angelegt. Er ging aus der touristischen Produktentwicklung unter Leitung der SalzburgerLand Tourismus GmbH gemeinsam mit den Tourismusverbänden und Gemeinden des Pongaus hervor. Der Almenweg wurde mehrfach prämiert und entwickelte sich zum Aushängeschild des Almsommers im Salzburger Land.
Es erfreuen sich nicht nur zahlreiche Urlauber, sondern auch Einheimische am Salzburger Almenweg. Nach zehn Jahren erfolgreichem Bestehen wurden Jubiläumsveranstaltungen im Sommer 2016 durchgeführt.